# Philémon Cousineau
Philémon Cousineau (25 octobre 1874 - 3 mars 1959 à l'âge de 84 ans) est un homme politique québécois né à Saint-Laurent (Montréal). Il a été député de la circonscription de Jacques-Cartier à l'Assemblée législative du Québec de 1908 à 1916, sous la bannière du Parti conservateur du Québec.
Après des études en droit à l'Université Laval, il pratique brièvement la profession d'avocat avec Joseph-Gédéon-Horace Bergeron. Il obtient son doctorat en droit de la même université en 1901 et entreprend une carrière de professeur de droit administratif et constitutionnel, qu'il mène parallèlement à sa carrière politique.
Il est d'abord élu comme maire de Saint-Laurent en 1905, puis trois ans plus tard, remporte le siège de Jacques-Cartier à l'Assemblée législative. Il devient brièvement chef du Parti conservateur du Québec et de l'Opposition officielle, en 1915, avant d'être défait à l'élection provinciale de 1916.
Il est nommé juge de la Cour supérieure du Québec, en 1920. Il revient à l'enseignement du droit en 1940, à titre de doyen de la Faculté de droit de l'Université de Montréal.